# Sloup Nejsvětější Trojice (Bakov nad Jizerou)
Sloup se sousoším Nejsvětější Trojice v Bakově nad Jizerou je vrcholně barokní trojiční sloup stojící na Mírovém náměstí v Bakově nad Jizerou v okrese Mladá Boleslav. Autorem sousoší je Josef Jiří Jelínek. Dílo bylo dokončeno v roce 1729. Roku 1958 byl sloup prohlášen kulturní památkou.

## Historie
Sloup vznikl z iniciativy bakovského faráře Josefa Mušlice a z donace Marie Markéty z Valdštejna, Františka Arnošta z Valdštejna a občanů Bakova. Celkové náklady čítaly 700 zlatých.

## Popis
Báze sloupu je tvořena dvojicí stylobatů o trojúhelníkovém půdorysu se zkosenými rohy a dovnitř proláklými stranami. Stojí na stupňovité podezdívce obehnané kamennou balustrádou (dostavěna ke sloupu v roce 1770 Janem Lypenem) členěnou na nárožích a upostřed proláklých stran hranolovými pilířky.

### Spodní stylobat
Spodní stylobat nese trojici nápisových zrcadel se třemi původními českými nápisy se zvýrazněnými chronogramy.
Nápis v průčelí s chronogramem udávajícím rok 1729
POD OBRANU

TROGICI BOZSKE

OBEC I TAKE SEBE

MGESTIS BAKOW

OBĚTVGE

Šimák zaznamenává v roce 1930 pod nápisem ještě přípisek, nedochovaný z důvodu restaurování v roce 1958: Bleskem poškozeno a opětně zřízeno l. P. 1903.
Předchozí přípisek byl nahrazen textem: OPRAVY PROVEDENY 1856. 1897. 1903. 1928. 1942. 1959.1968. 1984.
Nápis vpravo s chronogramem udávajícím rok 1727:
MORHLAD WALKV

A OHEŇ

TROGICE BOŽI

Z BAKOWA

ZAŽEN

Šimák zaznamenává v roce 1930 pod nápisem ještě přípisek, nedochovaný z důvodu restaurování v roce 1958: Obnoveno péčí obce bakovské a dobrodinců l. P. 1897.
Nápis vlevo s chronogramem udávajícím rok 1727:
LASKA SWORNOST

BOŽI POŽEHNANI

POPŘZEI TROICE SWATA

AŤ BIDLEGI

S NAMI

### Vrchní stylobat a sloup
Vrchní stylobat je zdoben lasturami a kartušemi. Před jeho okosenými hranami stojí trojice dynamických soch českých patronů v životní velikosti: sv. Václav, sv. Vojtěch a sv. Jan Nepomucký. Na nárožích v horní části vrchního stylobatu jsou umístěny sošky tří andělů na nízkých hranolech.
Na stylobatech spočívá štíhlý trojboký jehlan s proláklými boky a nízkou členěnou patkou, který na vrchu přechází v nízkou šestibokou hlavici zdobenou palmovými listy. Hlavice i dřík jehlanu jsou ovity shluky obláčků s okřídlenými andělskými hlavičkami.
Na hlavici spočívá sousoší Nejsvětější Trojice: Bůh Otec v řasnatém plášti s trojúhelníkovou svatozáří sedící na zeměkouli, v náručí drží Krista na kříži a nad jeho hlavou se ve zlacené aureole vznáší Duch Svatý.

### Opravy sloupu
- Roku 1817 sloup opravil Josef Kotner[2], roku 1856[pozn 3] M. Beran[3]
- Kompletní restaurování proběhlo v roce 1958[5]
- V letech 1967–1970 byly sochy sv. Václava, sv. Vojtěcha a sv. Jana Nepomuckého přeneseny do lapidária v Mnichově Hradišti a nahrazeny kopiemi[6]
- Zatím poslední rekonstrukce proběhla v letech 2019[7]–2020[8]

## Galerie

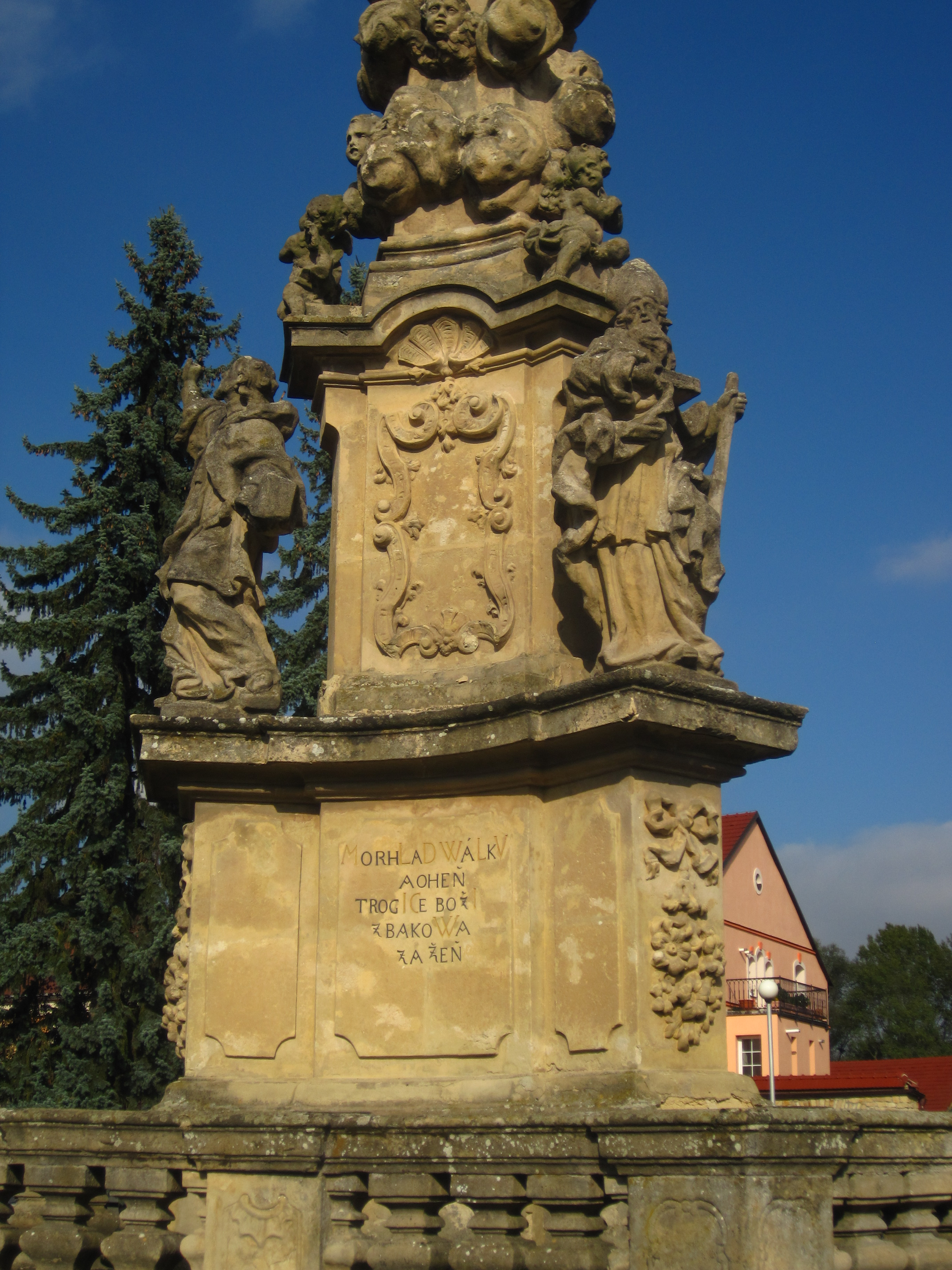
Jedno z nápisových zrcadel a sochy sv. Jana Nepomuckého a sv. Vojtěcha. Stav před rekonstrukcí 2019–2020
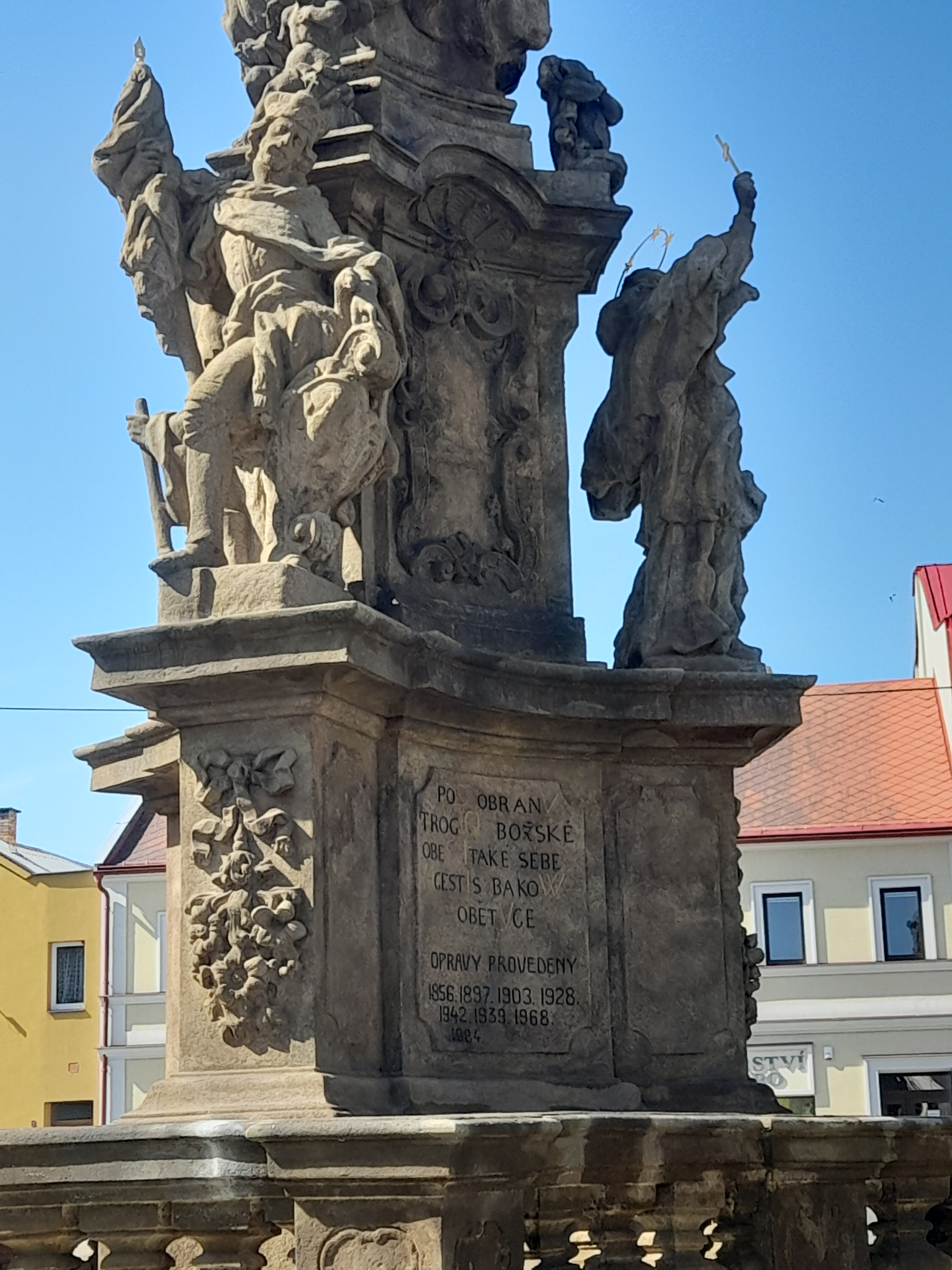
Nápisové zrcadlo a socha sv. Václava. Stav v roce 2022
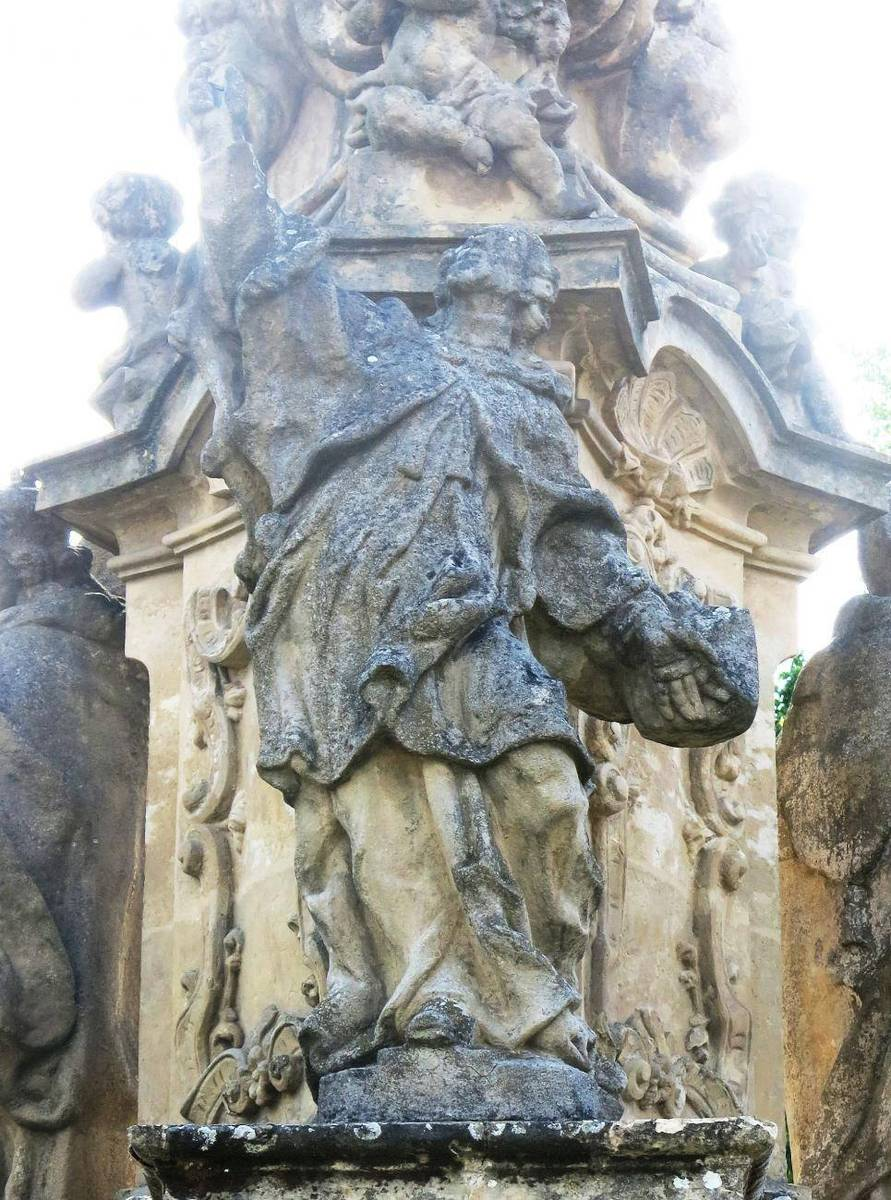
Socha sv. Jana Nepomuckého. Stav před rekonstrukcí 2019–2020
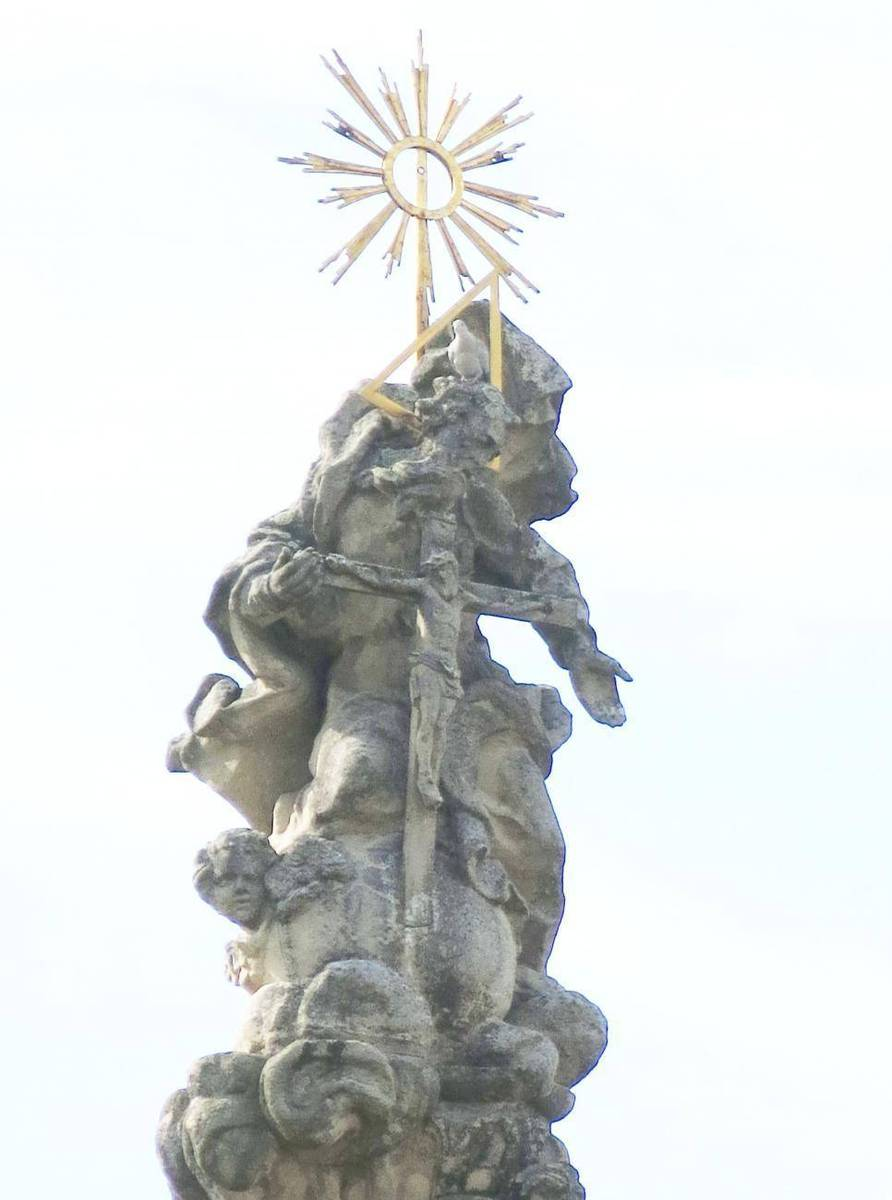
Vrcholek sloupu se sousoším Nejsvětější Trojice. Stav před rekonstrukcí 2019–2020
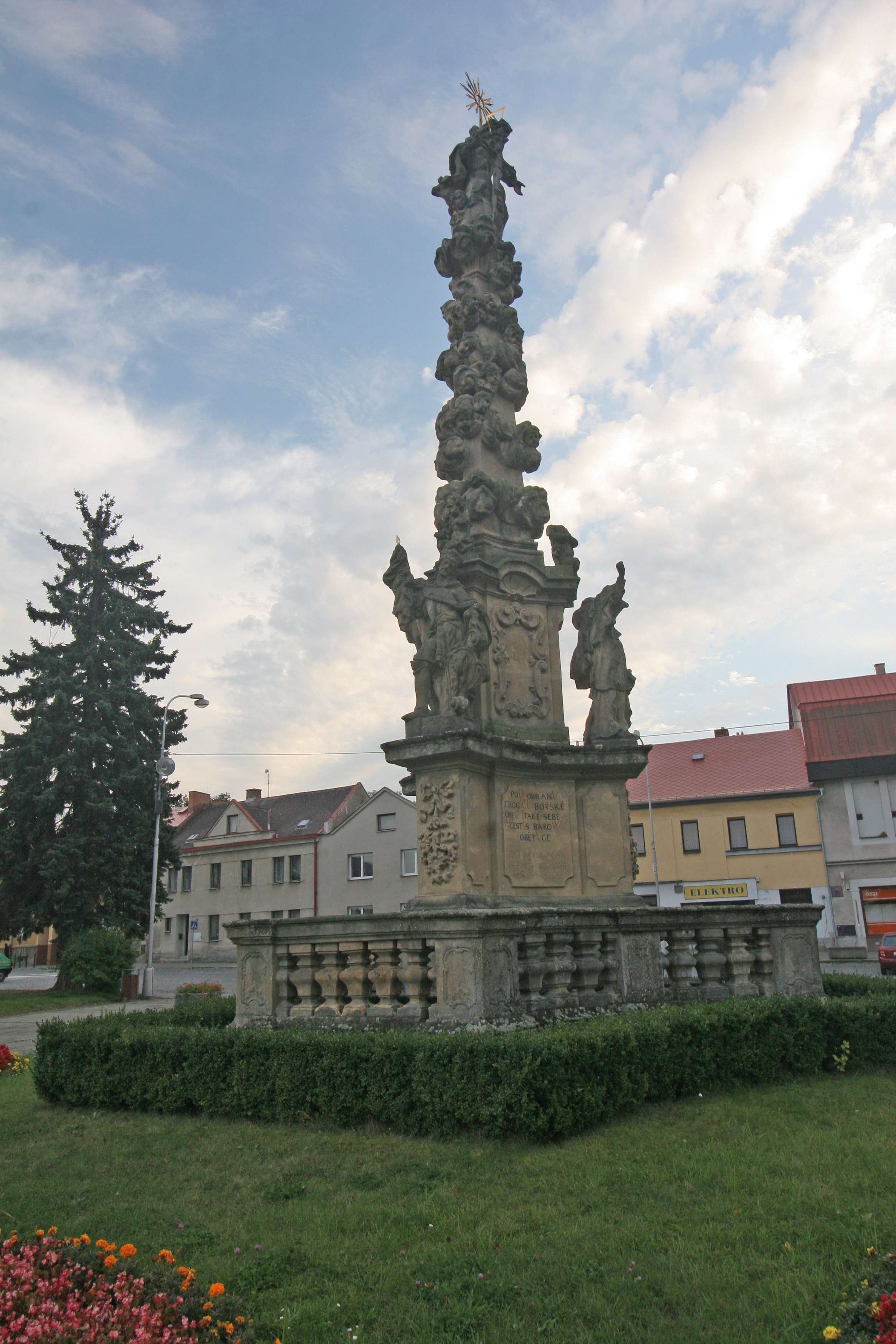
Průčelí sloupu. Stav před rekonstrukcí 2019–2020
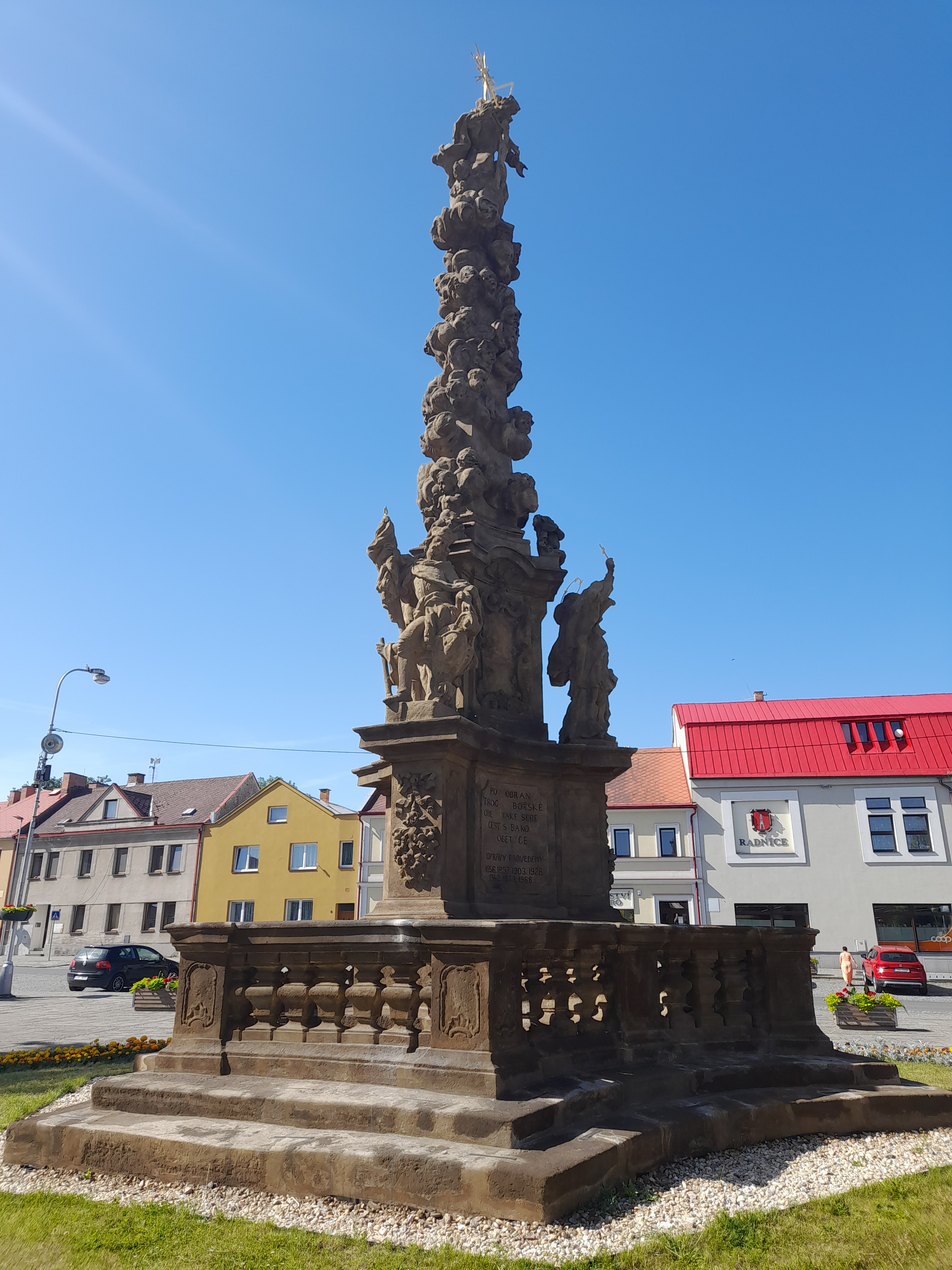
Průčelí sloupu. Stav v roce 2022